# Château de Launceston
Le château de Launceston (Kastell Lannstefan en cornique) se trouve dans la ville anglaise de Launceston, située dans les Cornouailles.

## Histoire ancienne
Le château est un château en terre à motte castrale, de style roman, construit par Robert de Mortain, demi-frère de Guillaume le Conquérant, peu de temps après la conquête normande de l'Angleterre, peut-être dès 1067. Certains attribuent sa fondation à Brien de Bretagne (en), bien qu'il ne restât qu'environ cinq ans en Angleterre après la conquête. Il devint le siège administratif des puissants comtes de Cornouailles, d'où ils pouvaient contrôler les vastes propriétés qu'ils possédaient dans toute la région. Le château fut peu modifié, à l'exception de l'ajout d'un donjon, au XIIe siècle. Au cours du XIIIe siècle, Richard de Cornouailles, frère cadet de Henri III commença à reconstruire le château en pierre.
La tour fut construite à partir d'une pierre plus sombre que celle utilisée pour le reste du château, elle était composée de deux pièces. Un nouveau manoir, faisant fonction d'Assizes, fut construit dans les limites définies par le mur d'enceinte datant du XIIe siècle. À la fin du XIIIe siècle, le centre administratif de Cornouailles fut déplacé de Launceston à Lostwithiel.
Une chapelle est construite à l'intérieur du château, dotée par le comte de Cornouailles.

## Histoire sous les ères Tudor et Stuart
En 1548, avant la révolte du livre de la prière commune, 28 Cornouaillais sont raflés et emmenés sous la menace au château de Launceston (connu par la suite sous le nom de Château Effroyable), où beaucoup sont pendus et écartelés, à la suite de l'assassinat de William Body, l'un des hommes de Thomas Cranmer. L'une des nombreuses tâches de Body consistait à profaner les sanctuaires religieux d'Helston, elle faisait partie d'un programme d'agression culturelle visant à assurer la conformité politique. 
Ensuite, le château tomba en ruines, mais les Assizes et la prison résistent. George Fox, fondateur des Quakers y est emprisonné pendant huit mois en 1656.
Au cours de la Première Révolution anglaise, les murs ainsi que les ouvrages défensifs du château sont dans un état de délabrement que l'armée des Parlementarians ne prend pas la peine de détruire lorsqu'ils arrachent le contrôle du château des mains des Royalists. En 1646, le château est utilisé comme base assurant la défense cornouaillaise des Royalistes de Cornouailles. Richard Grenville (1er baronnet) (en) positionne des troupes cornouaillaises le long de la Tamar et donne des instructions exigeant le maintien de "toutes les troupes étrangères hors des Cornouailles". Les cornouaillais se battent pour leurs privilèges Royalistes, et il présente un plan au Prince, qui, dans le cas où il serait adopté, créerait des Cornouailles semi-indépendantes. 

## Histoire plus récente
Par la suite, seule la guérite du nord est habitable. Elle est partiellement démolie en 1764 pour fournir de la pierre pour une nouvelle et imposante maison qui esy construite juste à l'extérieur de l'entrée nord. En 1838, la cour d'assises et le siège du gouvernement du comté sont déplacés de Launceston à Bodmin. La prison, le dernier bâtiment encore debout dans les parcs du château, est démolie, et suivant le concept d'architecture du paysage, le duc de Northumberland fait subir des modifications au château qui se dote d'un parc et d'un jardin public. Il est aujourd'hui administré par l'English Heritage. 
Le Prince Charles est officiellement proclamé duc de Cornouailles au château de Launceston en 1973. Dans le cadre de ses droits féodaux, il reçoit une paire de gants blancs, des éperons dorés et des lévriers, une livre de poivre et de cumin, un arc, une centaine de shillings d'argent, du bois pour ses feux, et une lance de saumon.
En 1999, le château de Launceston ainsi que d'autres sites des Cornouailles protégés par l'English Heritage, sont visés par des membres appartenant au groupe de pression appelé le Revived Cornish Stannary Parliament (en).